# پرسیوال کینیر ویسی
پرسیوال کینیر ویسی (انگلیسی: Percival Kinnear Wise; ۱۷ آوریل ۱۸۸۵ – ۷ ژوئن ۱۹۶۸) چوگان‌باز اهل بریتانیا بود.